# 루이즈 무시키와보
루이즈 무시키와보(프랑스어: Louise Mushikiwabo, 1961년 5월 22일 ~ )는 르완다의 정치인, 외교관이다.

## 생애
르완다의 수도인 키갈리에서 투치족 농부의 남매들 9명 가운데 막내로 태어났으며 어린 시절부터 키갈리에서 초등 교육과 중등 교육을 받았다. 1981년에는 부타레에 위치한 르완다 국립 대학교(현재의 르완다 대학교) 영문학과에 입학했고 1984년에는 르완다 국립 대학교에서 영문학과 학사 학위를 받았다. 르완다에서 중등학교 교사로 근무한 이후에 1986년부터 미국에서 유학 생활을 했고 1988년에는 델라웨어 대학교에서 언어학과·통역학과 박사 학위를 받았다.
미국 워싱턴 D.C.에 거주하던 동안에는 각종 로비 단체에서 활동했으며 나중에 아프리카 개발 은행에서 여러 직책을 역임하게 된다. 2006년에는 반(半)자서전 형식을 띤 저서 《르완다는 우주를 의미한다》(Rwanda Means the Universe)를 출간했는데 이 책은 자신의 가족들에 관한 이야기, 르완다에서 보냈던 어린 시절, 미국으로 이주한 이후의 행적, 르완다 집단학살을 묘사하고 있다.
2008년 3월에는 르완다의 폴 카가메 대통령의 초청을 받고 르완다로 귀국했다. 2008년부터 2009년까지 르완다 정보부 장관을 역임했고 2009년 12월 4일부터 2018년 10월 18일까지 르완다 외교협력부 장관을 역임했다. 2019년 1월 3일에는 미카엘 장에 이어 제6대 프랑코포니 사무총장으로 취임했다.